# 魯魯土島
魯魯土島（Rurutu）是南太平洋法屬波利尼西亞的島嶼，屬於南方群島的一部分，位於大溪地西南572公里，由同名市镇管辖，長10.8公里、寬5.3公里，面積33.32平方公里，最高點海拔高度385米，2016年人口2,404。